# Скай Сити
«Скай Сити» — комплекс высотных зданий, строящийся в Новосибирске на улице Кирова в Октябрьском районе. По окончании строительства одна из башен комплекса станет самым высоким зданием в Западной Сибири.
Комплекс представляет собой 2 башни:
- «Восточная башня» — 24-этажная конструкция высотой 130 м
- «Западная башня» — 21-этажная конструкция высотой 114 м

Комплекс «Скай Сити» будет включать в себя:
- Бизнес-центр класса А и головной офис УРСА Банка;
- Гостиницу класса «пять звезд» под управлением мировой гостиничной цепи;
- Торговые площади класса «премиум»;
- Спортивно-оздоровительный центр;
- Конгресс-центр;
- Ресторанный комплекс на крыше здания;
- Развлекательный комплекс;
- Подземную двухуровневую парковку.